# 芦野温泉
芦野温泉（あしのおんせん）は、栃木県那須郡那須町（旧国下野国）にある温泉。旧奥州街道の宿場町芦野本陣の近くに位置する。
芦野温泉ホテルの食事処では、温泉水で炊き上げた米が提供される。

## 泉質[1]

### 1号源泉
- アルカリ性単純温泉
- 泉温　27.9℃（気温20℃）
- 湧出量　190 l/min　動力揚湯
- pH値　9.9
- ラドン含有量　x10-10Ci/kg（M•E/kg）

### 2号源泉
- アルカリ性単純温泉
- 泉温　45.0℃（気温8℃）
- 湧出量　100 l/min　動力揚湯
- pH値　9.5
- ラドン含有量　x10-10Ci/kg（M•E/kg）

1号源泉はツルの湯、2号源泉はメラの湯と呼ばれる。

## 歴史[2]
- ホテルは昭和41年に創業。かつてはアラスカ州での観光開発も行っていた。
- 昭和59年、温泉第1号井が湧出。
- 平成3年以降、建物の建て増しが進む。
- 平成21年、温泉第2号井が湧出。
- 東日本大震災で被害を受けたものの、平成29年までに完全に復旧した。

## アクセス
- 鉄道
  - 最寄り駅は東北本線 黒田原駅であり、駅前より関東バス伊王野線で「上野町」下車徒歩20分[3]または黒田原駅からタクシーで約15分[4]。
  - このほか東北新幹線 那須塩原駅と宇都宮線 黒磯駅より専用バス（要予約）が朝昼夕に運行（日帰り利用者も利用可能）[5]。
- 自家用車
  - 東北自動車道 那須ICより約25分。